# Волков, Игорь Николаевич (футболист)
Игорь Николаевич Волков (укр. Ігор Миколайович Волков; род. 13 марта 1965, Симферополь) — советский и украинский футболист и тренер. Мастер спорта Украины. Абсолютный рекордсмен симферопольской «Таврии» по количеству игр — 402. Под 7 номером вошёл в 50-ку из лучших игроков «Таврии» по версии football.ua.

## Игровая карьера
Воспитанник СДЮШОР «Таврия», первый тренер — Валерий Шведюк. Позже тренировался у Владимира Стахеева и Вячеслава Портнова. В 1983 году дебютировал во взрослой команде симферопольцев. В первом своём матче, против «Зари» (Ворошиловоград), вышел в основном составе. Первый гол за «таврийцев» забил 12 июля 1983 года в Смоленске в ворота «Искры». В 1985 году вместе с командой стал чемпионом Украинской ССР, выиграв зональный турнир во второй лиге. В финальной пульке «Таврия» уступила путёвку в первую лигу ростовскому «Ростсельмашу». Тренер команды Анатолий Коньков ушёл в отставку, ему на смену пришёл Анатолий Полосин. При Полосине Волков потерял место в составе симферопольцев, сыграв за первую половину чемпионата лишь три матча. Для поддержания игровой формы отправился в армянский «Титан», который выступал в первенстве Крыма. Через несколько месяцев по рекомендации Валерия Петрова перешёл в команду второй лиги — керченский «Океан». В 1988 году в начале сезона «Океан» встретился с «Таврией» в розыгрыше Кубка СССР. Игорь Волков стал автором единственного забитого в той игре гола (1:0). После этого события начальник «Таврии» Анатолий Заяев уговорил футболиста вернуться в Симферополь.
За 14 сезонов в симферопольской команде Волков сыграл в её составе в 402 играх, что является абсолютным рекордом «Таврии». Часто избирался капитаном команды. Становился чемпионом Украины (1992), играл в финале Кубка Украины (1993/94). «Таврию» покинул в 1997 году в возрасте 32-х лет, когда руководство команды взяло «курс на омоложение».
В 1997 Анатолий Заяев пригласил Волкова в СК «Николаев». В этой команде футболист стал победителем турнира первой лиги чемпионата Украины. В 1999 году по приглашению бывшего игрока «Таврии» Валерия Толчева перешёл в российский клуб «Сибиряк», где и завершил игровую карьеру в 2002 году.

## Тренерская карьера
Тренерскую карьеру начал в «Таврии». Работал в штабе сначала Анатолия Заяева, затем — Олега Федорчука. Затем работал в крымских командах «Крымтеплица» и «Феникс-Ильичевец». С 2009 года работает главным тренером любительской команды «ЮИС-Сервис» (Симферополь). После аннексии Крыма Россией в 2014 году принял российское гражданство. С 2016 года работает тренером любительской команды «Кентавр» (Саки).

## Достижения
«Таврия»
- Победитель первенства Украинской ССР: 1985
- Победитель чемпионата Украины: 1992
- Финалист Кубка Украины: 1993/94

«Николаев»
- Победитель первой лиги чемпионата Украины: 1997/98

## Образование
Окончил Симферопольский государственный университет (факультет физического воспитания и спорта).